# Ditadura benevolente
Uma ditadura benevolente é um governo em que um líder autoritário exerce poder político absoluto sobre o estado, mas é percebido como fazendo isso em benefício da população como um todo, contrastando com o estereótipo decididamente malévolo de um ditador que se concentra em seus apoiadores e interesses próprios. Um ditador benevolente pode permitir a existência de algumas liberdades civis ou tomada de decisão democrática, como por meio de referendos públicos ou representantes eleitos com poder limitado, e muitas vezes faz preparativos para uma transição para uma democracia genuína durante ou após seu mandato. Pode ser visto como uma forma republicana de despotismo esclarecido.

## Características
O uso moderno do termo em uma sociedade mundial onde a norma se inclina muito mais para a democracia pode ser rastreada até John Stuart Mill em seu clássico A Liberdade (1869). Embora ele tenha argumentado a favor dos direitos democráticos para os indivíduos, ele abriu uma exceção para o que chamou de países em desenvolvimento de hoje:
Podemos deixar de lado aqueles estados atrasados da sociedade em que a própria raça pode ser considerada como estando fora da idade. O despotismo é [...] legítimo [...] no trato com os bárbaros, desde que o fim seja o seu aperfeiçoamento [...]. A liberdade [...] não se aplica a nenhum estado de coisas anterior ao tempo em que a humanidade se tornou capaz de ser melhorada por uma discussão livre e igualitária.
O "ditador benevolente" também era uma retórica popular no início do século XX como um suporte para as decisões coloniais. O oficial colonial britânico Malcolm Hailey, o 1º Barão Hailey disse na década de 1940: "Uma nova concepção de nosso relacionamento... pode surgir como parte do movimento para a melhoria dos povos atrasados do mundo." Hailey concebeu o desenvolvimento econômico como uma justificativa para o poder colonial.
Na língua espanhola, o trocadilho dictablanda é às vezes usado para designar uma ditadura que conserva algumas das liberdades e mecanismos da democracia. Analogamente, o mesmo trocadilho é feito em português como "ditabranda" ou "ditamole". Em fevereiro de 2009, o jornal brasileiro Folha de S.Paulo publicou um editorial classificando a ditadura militar no Brasil (1964-1985) como uma "ditabranda", causando controvérsia.
Mancur Olson caracterizou os ditadores benevolentes como "não como o lobo que caça os alces, mas mais como o fazendeiro que garante que seu gado seja protegido e receba água".

## Líderes comumente chamados de ditadores benevolentes

Mustafa Kemal Atatürk, Presidente da Turquia de 1923–1938.
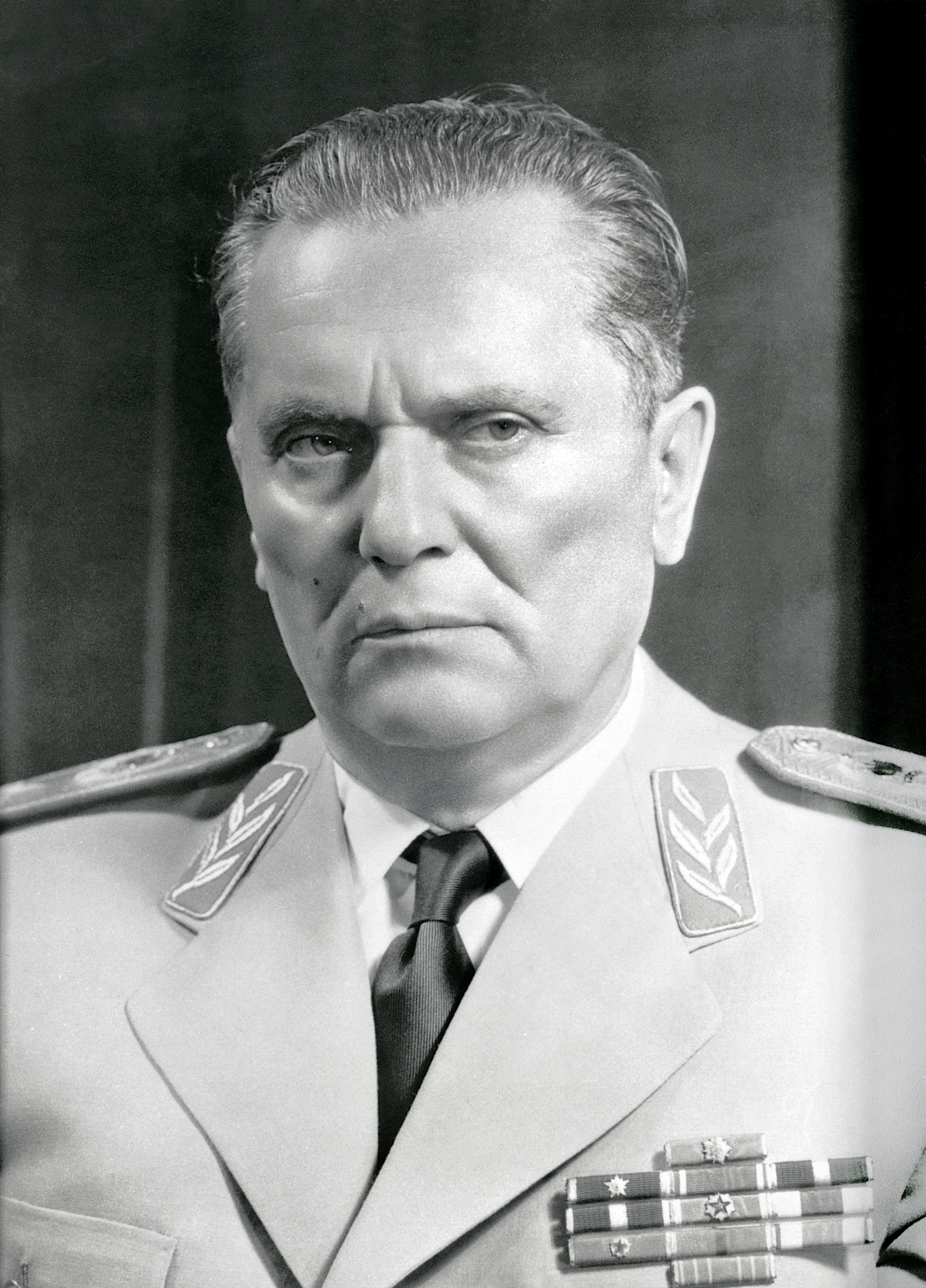
Josip Broz Tito, Presidente da Iugoslávia de 1953–1980.
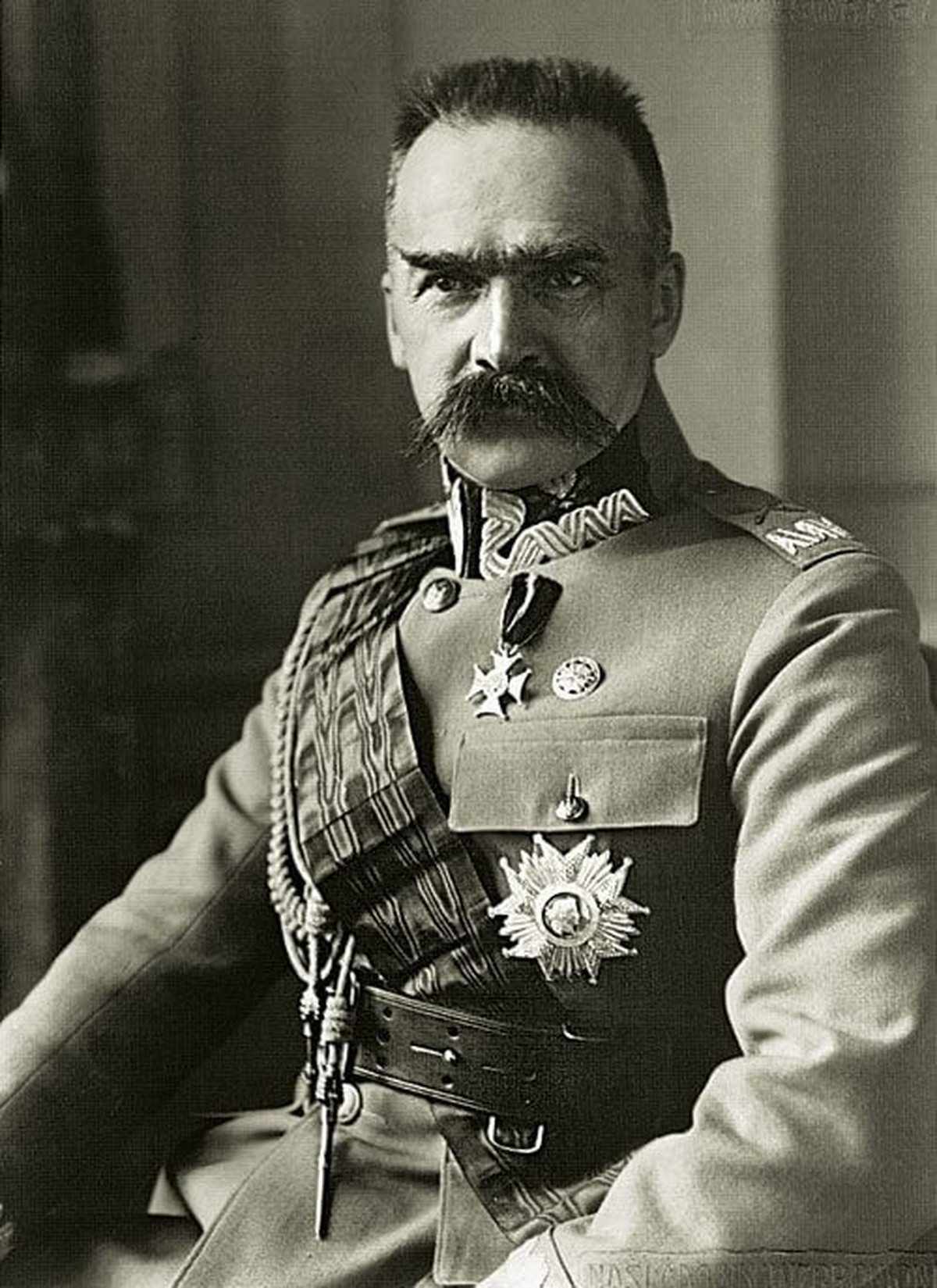
Józef Piłsudski, Chief of State da Polônia da independência em 1918 a 1922, líder de facto de 1917 a 1923 e novamente do seu golpe em 1926 até à sua morte em 1935, Marechal da Polónia.
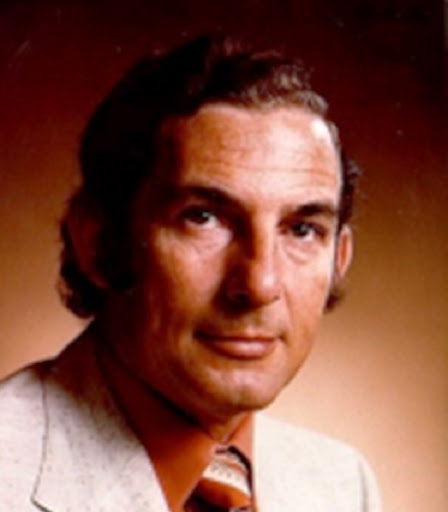
France-Albert René, Presidente das Seychelles de 1977–2004.
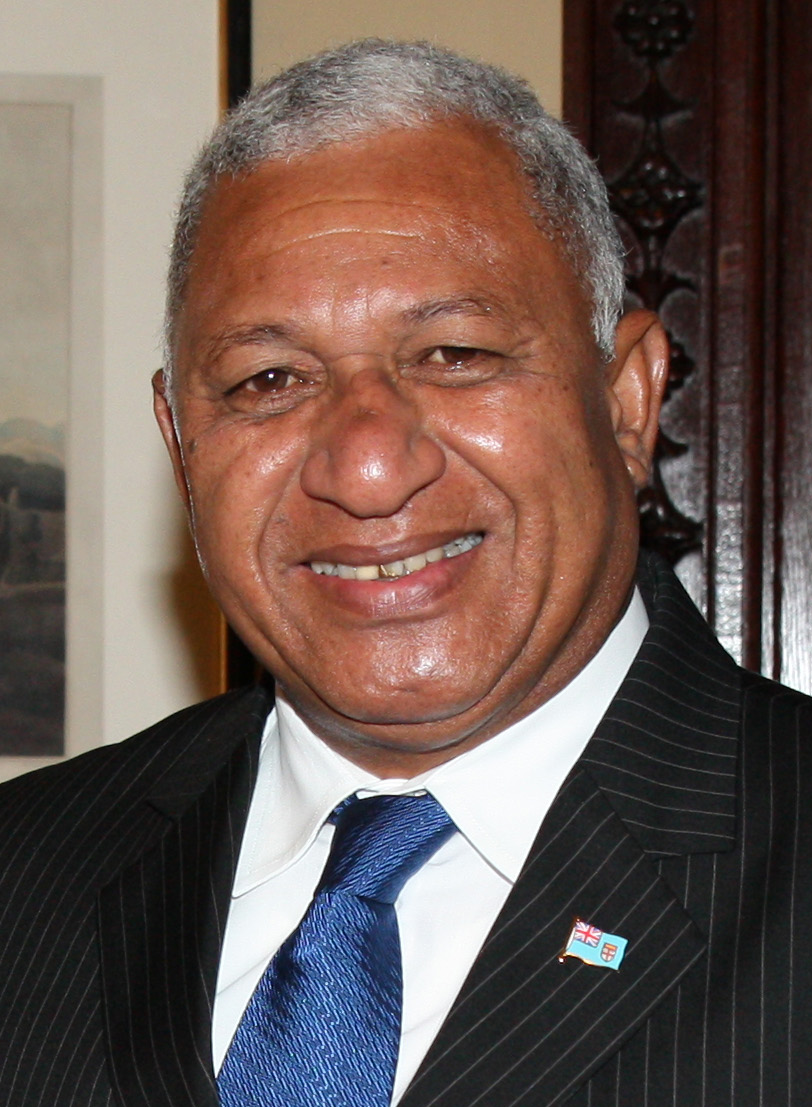
Frank Bainimarama, Primeiro-ministro de Fiji de 2007–2022.
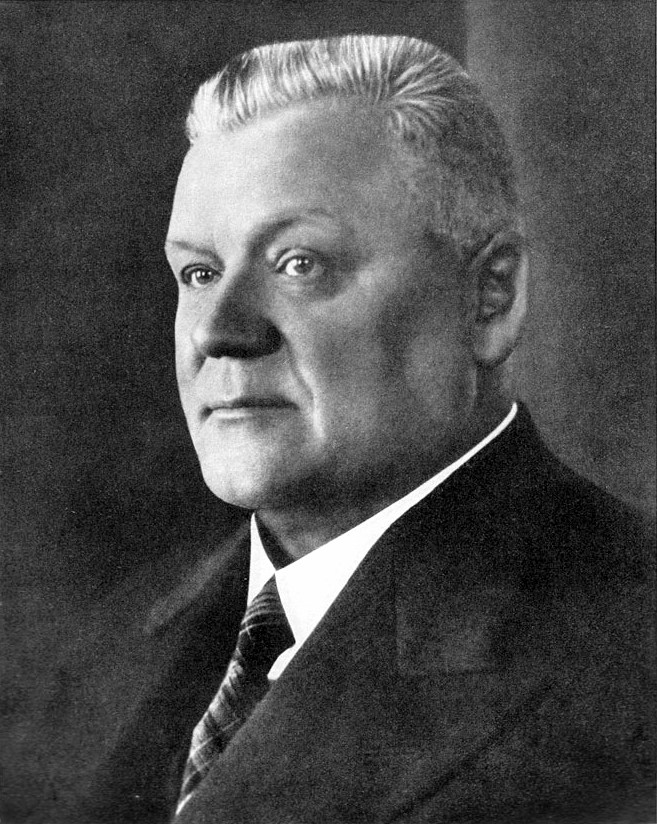
Kārlis Ulmanis, Líder da Letónia de 1934–1940
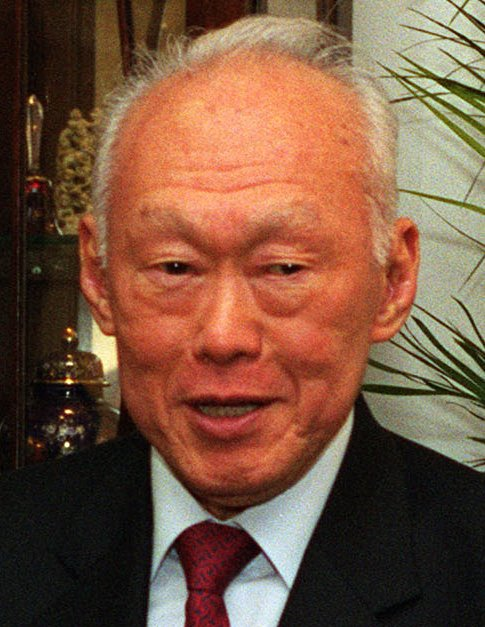
Lee Kuan Yew, primeiro-ministro de Singapura de 1959–1990.